# Cittarium pica
Cittarium pica (denominado, em inglês, West Indian topshell, magpie snail, magpie shell, wilke ou whelk; em outros idiomas da América Latina por quigua, burgao e cahaba; em Portugal, denominada troque-pêga) é uma espécie de molusco gastrópode marinho pertencente à família Tegulidae (antes entre os Trochidae). Foi classificada por Linnaeus, em 1758, na obra Systema Naturae, sendo a única espécie de seu gênero (táxon monotípico). É nativa da costa oeste do oceano Atlântico, na região litorânea do Caribe e golfo do México. O animal é utilizado como alimento.

## Descrição da concha e hábitos
Concha cônica, globosa, sólida e pesada, com até pouco mais de 10 centímetros, quando desenvolvida. Possui forma de turbante, com sua superfície irregular e áspera, de coloração negra com desenhos marmoreados em branco, e com um umbílico profundo. Columela lisa, com um calo pesado em torno de metade do umbílico e com um entalhe em seu meio. Interior fortemente nacarado. Opérculo córneo, marrom, dotado de círculos concêntricos como relevo. Espécimes mais jovens são, em sua maioria, brancos, mas podem ter uma coloração verde amarelada devido à coloração das Cyanobacteria que os recobrem.
É encontrada em águas rasas e sobre as rochas da zona entremarés, onde são submetidas à ação das ondas, e zona nerítica; principalmente em áreas com algas, pois é espécie herbívora. Também é um animal detritívoro, comendo diatomáceas, detritos orgânicos, areia, espículas e detritos calcários. Sua rádula, de morfologia única, apresenta grande número de dentes laterais, em comparação com outros gastrópodes aparentados. Não é encontrada em água salobra, como a de manguezais; no entanto não se sabe se esta não ocorrência está relacionada com a diferença de salinidade da água, sua turbidez ou a falta de ação das ondas no ambiente.

## Distribuição geográfica e consumo
Esta espécie ocorre no Mar do Caribe, Pequenas Antilhas e Golfo do México, em Belize, Aruba, Curaçao, Bonaire, México, Costa Rica, Panamá, Colômbia, Venezuela, Cuba, Jamaica, Bahamas, Ilhas Cayman e Porto Rico. Na Flórida e nas Bermudas foram encontradas conchas fósseis, com uma tentativa malsucedida de reintroduzir a espécie em Bermudas; sendo a sua ocorrência, nestes locais, apenas esporádica. É utilizada como alimento, em sopas, sendo o segundo molusco de maior importância econômica no Caribe, após Aliger gigas, e o terceiro Invertebrado, após A. gigas e a lagosta Panulirus argus. Em áreas onde a sua procura é frequente, a probabilidade de encontrar exemplares é muito baixa.

## Galeria de imagens

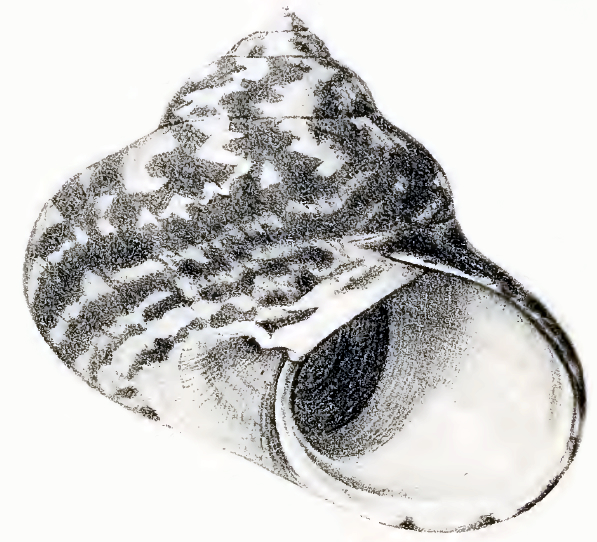
C. pica em desenho de 1889 por George Washington Tryon Jr.
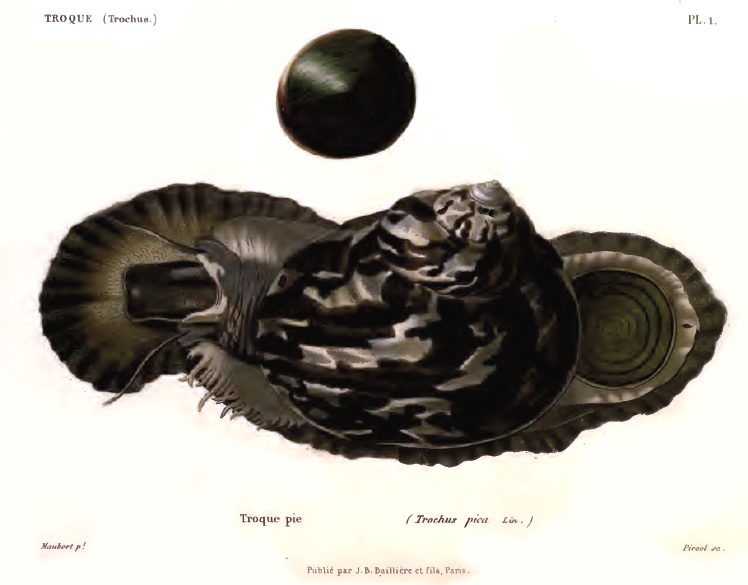
Desenho da concha, do animal em movimento e de seu opérculo (aqui, em 1880, ainda denominada Trochus pica).
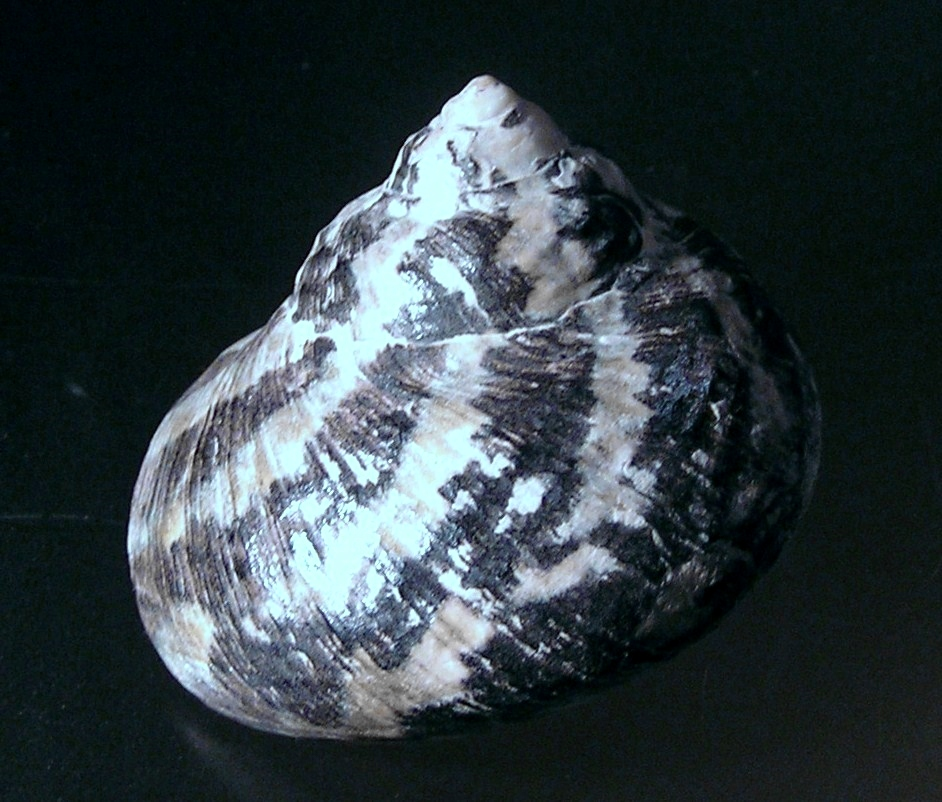
Muitos exemplares de C. pica são, quando coletados, opacos ou cobertos por um perióstraco amarelo.
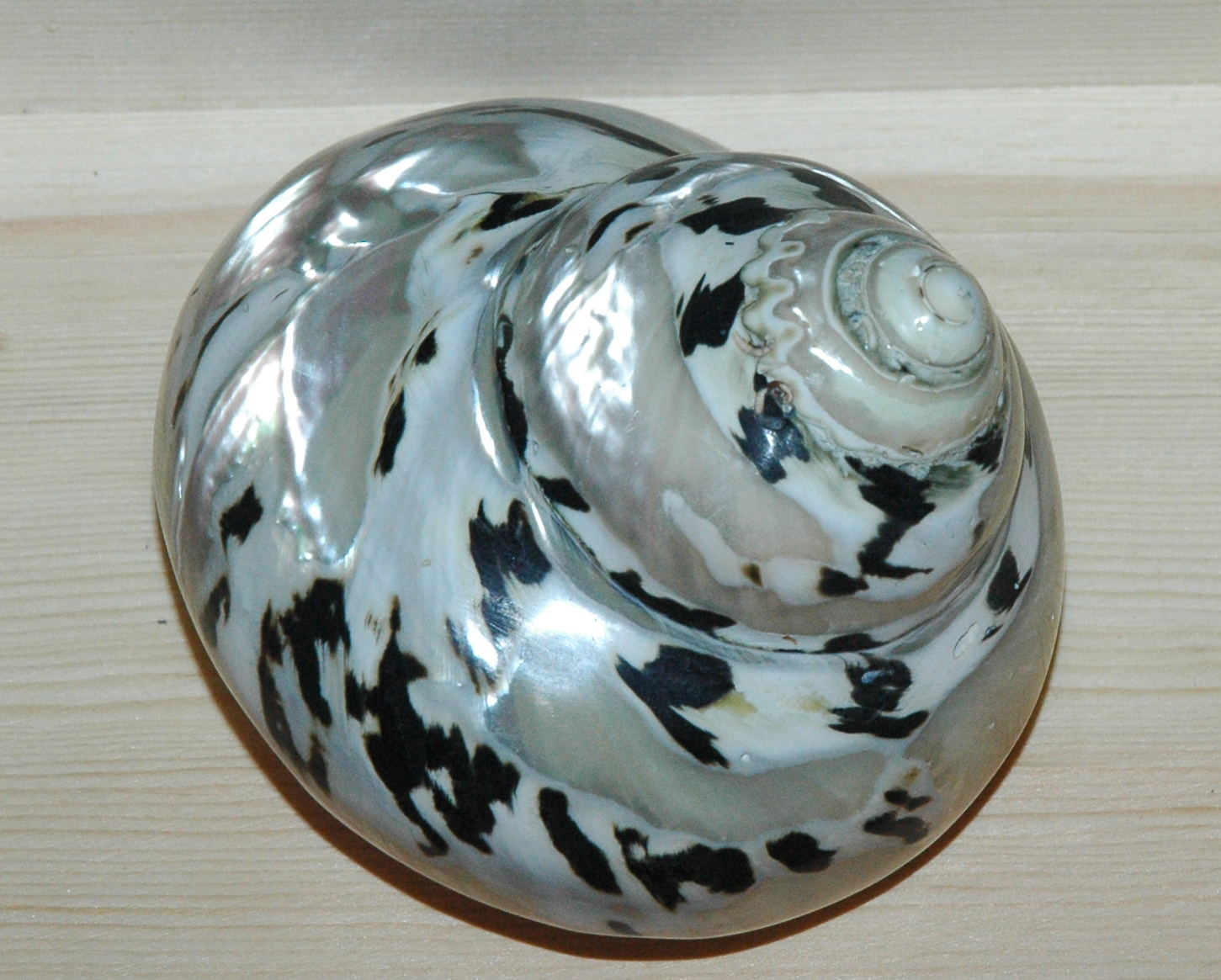
Concha polida de C. pica, mostrando seu nácar interno.